# فالنتين غوميز فارياس
فالنتين غوميز فارياس (بالإسبانية: Valentín Gómez Farías) (و. 1781 – 1858 م) هو سياسي، وطبيب من المكسيك ولد في غوادالاخارا.

## التعليم
تعلم في جامعة غوادالاخارا.

## روابط خارجية
- فالنتين غوميز فارياس على موقع الموسوعة البريطانية (الإنجليزية)